# ФК Бери
Фудбалски клуб Бери (енгл. Bury Football Club) енглески је фудбалски клуб из Берија. На крају сезоне 2018/19. у Другој лиги клуб се нашао на другом месту, али је 27. августа 2019. године избачен из фудбалског такмичења у Енглеској због неплаћених дугова. Клуб је домаће утакмице играо на стадиону Гиг лејн још од 1885. године.